# Adenomus kelaartii
Adenomus kelaartii (Günther, 1858) è un anfibio anuro della famiglia Bufonidae, endemico dello Sri Lanka.

## Etimologia
Il nome scientifico è stato scelto in onore di Edward Frederick Kelaart, fisico e naturalista britannico, che nel 1852 pubblicò Prodromus fauna Zeylanica, la prima opera dedicata completamente alla fauna dello Sri Lanka.

## Descrizione
Di dimensioni molto contenute (maschio 2,5-3,5 cm, femmina 3,5-5 cm), con il corpo ricoperto di verruche ghiandolari, sia lisce che spinose. La livrea è marrone nel dorso, e varia dal giallo chiaro al bianco nel ventre, con screziature marroni. Le zampe superiori sono meno lunghe di quelle inferiori, e possiedono dei tubercoli subarticolari distribuiti sulle dita e, più grandi, sul palmo. Come in tutti gli anuri, sono presenti due ghiandole parotoidi allungate dietro agli occhi e, solamente nei maschi, una sacca vocale nel sottogola.

## Distribuzione e habitat

Il suo areale occupa la parte sud-occidentale dell'isola di Sri Lanka nell'Oceano indiano.Predilige la foresta pluviale tropicale a quote fino ai 1230 m s.l.m., in particolare le rive sabbiose e aree adiacenti dei corsi d'acqua. Specie prevalentemente terricola, o semi-arboricola (in particolare le femmine possono arrampicarsi sugli alberi fino a 15 m di altezza).

## Biologia
Attiva sia di notte che di giorno, si ciba di insetti, vermi e altri piccoli invertebrati. Specie ovipara, la femmina depone fino a 1000 uova nell'acqua, in strisce lunghe 7 cm; le larve, inizialmente trasparenti, in seguito si pigmentano di grigio. A 25 giorni di vita raggiungono i 6-7 mm e la pigmentazione diventa marrone chiaro, a 49 giorni la metamorfosi è completata e i piccoli rospi di poco meno di 1 cm abbandonano il corso d'acqua dove si sono sviluppati.

## Tassonomia
Adenomus kandianus, a lungo considerato un sinonimo di Adenomus kelaartii, recentemente viene considerata come specie autonoma.

## Conservazione
È classificata come specie in pericolo di estinzione a causa del suo areale ridotto e frammentato, in progressivo declino a causa della pressione antropica. In particolare costituiscono rischi specifici lo sfruttamento delle aree forestali e la loro sostituzione con piantagioni di cardamomo. La specie è tuttavia presente in aree protette(Peak Wilderness Forest Reserve, Sinharaja World Heritage Site, Kanneliya Reserve Forest, Haycock Forest Reserve, Gilimale-Eratne Forest Reserve e  Kitulgala Forest Reserve).